# Oxalis oreocharis
Oxalis oreocharis là một loài thực vật có hoa trong họ Chua me đất. Loài này được Diels mô tả khoa học đầu tiên năm 1906.